# Büsumer Deichhausen
Büsumer Deichhausen település Németországban, Schleswig-Holstein tartományban. Lakosainak száma 369 fő (2023. december 31.).

## Népesség
A település népességének változása:
| Lakosok száma | 319  | 371  | 361  | 364  | 357  | 366  | 369  |
|               | 1975 | 2014 | 2017 | 2019 | 2021 | 2022 | 2023 |